# Минесота маскиси
Минесота маскиси (енгл. Minnesota Muskies) је бивши амерички кошаркашки клуб из Блумингтона, Минесота. У периоду од 1968. па до 1970. играли су Источној дивизији АБА лиге. Тим је основан са стварањем лиге 2. фебруара 1967. Л.П. Шилдс и Фред Јеферсон су били власници након што су платили франшизну накнаду од 30.000 долара. Тим је затим одиграо једну сезону у Минесоти пре него што се преселио у Мајами на Флориди да би постао Флоридијанци. Боје тима су биле плава и златна, а утакмице су се играле у Мет центру у Блумингтону у Минесоти, који су делили са хокејашком екипом Минесота Норт старсима. 

## Историја
АБА је прво лоцирала своју лигашку канцеларију у Минеаполису и будућност је изгледала светла за Маскије (назване по врси штуке, риби предатору Маскеланђ, такође познат као мошус, један од региона у којима се риба налази у Минесоти), који су делили исте канцеларије као и лига. Њихов први избор на драфту био је талентовани центар Мел Данијелс, који је касније постао један од најславнијих играча АБА-е. Данијелс је такође био избор прве рунде драфта НБА Синсинати ројалса, али је он одлучио да игра у АБА лиги. Избор Данијелса се исплатио тиму јер је водио лигу у покушајима кошева из игре, постигнутим кошевима из игре, офанзивним и дефанзивним скоковима и проглашен је за почетника године у лиги. Данијелс, Дони Фриман и Лес Хантер су представљали Маскисе на првој АБА ол стар утакмици, а бек шутер Рон Пери завршио је пети у лиги по постигнутим и покушајима за три поена и четврти по процентукошева за три поена. Главни тренер је био Џим Полард, бивши саиграч комесара АБА Џорџа Мајкана из НБА тима Минеаполис лејкерса. Макиси су у првој сезони имали 50 победа.
Почетком прве сезоне лиге Маскиси и Индијана пејсерси су се борили за прво место у Источној дивизији. Иако су се Маскиси на крају били испред Пејсерса, Питсбург пајперси су на крају освојили титулу шампиона Источне дивизије за четири победе више. Маскиси би сезону завршили са рекордом од 50 победа и 28 пораза.
У полуфиналу плеј-офа Источне дивизије, Маскиси су поделили прве четири од пет утакмица са Кентаки колонелсима, а затим победили у одлучујућој петој утакмици, 114 : 108, код куће. Маскиси су се тада састали са Пајперсима за шампионат источне дивизије и изгубили 4 утакмице према 1 од коначног шампиона.

### Сезона 1967/68.
| Екипа               | Поб | Изг | %    | Раз |
| ------------------- | --- | --- | ---- | --- |
| Питсбург пајперси   | 54  | 24  | .692 | –   |
| Минесота маскиси    | 50  | 28  | .641 | 4   |
| Индијана пејсерси   | 38  | 40  | .487 | 16  |
| Кентаки колонелси   | 36  | 42  | .462 | 18  |
| Њу Џерзи американси | 36  | 42  | .462 | 18  |

И поред свог успеха на терену, Маскиси су финансијски у великом проблему. Процењује се да су изгубили око 400.000 долара у својој првој и јединој сезони. Имали су у просеку само 2.800 посетилаца по утакмици, али би то могло бити далеко лошије, с обзиром на то да су продали само 100 сезонских карата. Менаџмент Маскиса је покушао да изврши промене за предстојећу сезону 1968/69, са тимом који је планирао да одигра девет својих домаћих утакмица на другим локацијама у Минесоти и потписао је повољан телевизијски уговор. Упркос томе, власници су одлучили да преселе франшизу у Мајами 24. маја 1968. за сезону АБА 1968/69. Пре почетка те сезоне, тим је био приморан да прода Данијелса Индијана пејсерсима за готовину како би исплатио нагомилане дугове.
Међутим, Минесота није остала без АБА тима пошто су шампиони лиге Пајперси пребачени у Минеаполис да би играли као Минесота пајперси за АБА сезону 1968/69. Франшиза се касније вратила у Питсбург после једне сезоне у Минесоти.
Минесота тимбервулвси су носили Маскис униформе током 6 утакмица у НБА сезони 2011/12. као део НБА "Хардвуд класика".

## Кошаркашка Кућа славних
| Чланови Маскиса у Кући славних | Чланови Маскиса у Кући славних | Чланови Маскиса у Кући славних | Чланови Маскиса у Кући славних | Чланови Маскиса у Кући славних |
| Играчи                         | Играчи                         | Играчи                         | Играчи                         | Играчи                         |
| Бр.                            | Име                            | Позиција                       | Период                         | Постављен                      |
| ------------------------------ | ------------------------------ | ------------------------------ | ------------------------------ | ------------------------------ |
| 34                             | Мел Данијелс                   | Ц                              | 1967/68.                       | 2012.                          |
| Тренери                        |                                |                                |                                |                                |
| Име                            | Име                            | Позиција                       | Период                         | Постављен                      |
| Џим Полард 1                   | Џим Полард 1                   | Тренер                         | 1967/68.                       | 1978.                          |

Белешке:
- 1 Постављен као тренер.